# Острохвостый красноногий манакин
Острохвостый красноногий манакин (лат. Chiroxiphia lanceolata) — небольшая воробьинообразная птица, гнездящаяся в тропиках Центральной и Южной Америки от Коста-Рики до северной части Венесуэлы.
Эта птица является довольно распространенной в сухих и влажных лиственных лесах, но не в тропических. Птица строит чашеобразное гнездо на дереве, откладываются два кремовых с коричневыми пятнами яйца и полностью высиживаются самкой в течение 20 дней.
Как и другие манакиновые, острохвостый красноногий манакин — плотненькая, яркая лесная птица, как правило, 13,5 см в длину и весом 17,5 г. Представители обоих полов имеют два центральных хвостовых пера, вытянутые в виде шипов. Самцы почти полностью чёрные, с красным пятном на макушке, яркой небесно-голубой спиной и ярко-оранжевыми ножками.
Самка имеет оливково-зеленую верхнюю часть тела и несколько бледную, оливковую нижнюю часть. Молодые самцы оливковые, но, когда они становятся взрослыми, видно красную шапочку и голубое начало спины.
Этот вид похож на синеспинного красноногого манакина, гнездящийся на далёком юге и востоке Южной Америки, но у последнего нет шипов на хвостовых перьях, и у самцов несколько тёмная синяя спина.
У самцов острохвостного красноногого манакина присутствуют брачные танцы, которые необычны тем, что они совершаются совместно, а не ради конкуренции. Два самца садятся рядом друг с другом на голую ветку и по очереди прыгают вверх вниз, иногда совершая короткие полёты. Группы птиц могут исполнять танцы вместе на другой ветке каждой парой токующих самцов.
У острохвостного красноногого манакина имеется ряд голосов, в том числе той-лии-ду, карри-хоуи жужжащее карканье как у лягушки издаваемые токующими самцами.
Эти манакины питаются фруктами и насекомыми.